# Tuřany (Chebi járás)
Tuřany (németül Thurn) község Csehországban a Karlovy Vary-i kerület Chebi járásában. Közigazgatásilag hozzá tartoznak Lipoltov és Návrší települések.

## Fekvése
Csehország nyugati peremén, Cheb-től 17 km-re keletre, a Jesenice-víztározótól 2 km-re nyugatra, 445 m tengerszint feletti magasságban fekszik.

## Története
Írott források elsőként 1352-ben említik. Az első világháború után az akkor megalapított Csehszlovákiához csatolták. Lakosainak száma 1930-ban 256 többségében német volt. 1938 és 1945 között a Nagynémet Birodalomhoz tartozott. A második világháború után a csehszlovák nemzetállami törekvések, német lakosságának kitelepítéséhez vezettek. A csehszlovák hatóságok 1948-ban Tuřany-ra nevezték át, 1950-ben hozzácsatolták Lipoltov települést. Közigazgatásilag 1970-ben Nebanice településhez csatolták, de 1990-től ismét önálló község.

## Nevezetességei
- A településen még fellelhető a hagyományos chebi népi építészet.
- Kőkereszt 1866-ból.

## Népesség
A település népessége az elmúlt években az alábbi módon változott:
| Lakosok száma | 474  | 392  | 383  | 166  | 110  | 109  | 134  | 149  | 133  | 142  |
|               | 1869 | 1890 | 1921 | 1950 | 1980 | 2001 | 2017 | 2019 | 2022 | 2024 |

## Fordítás

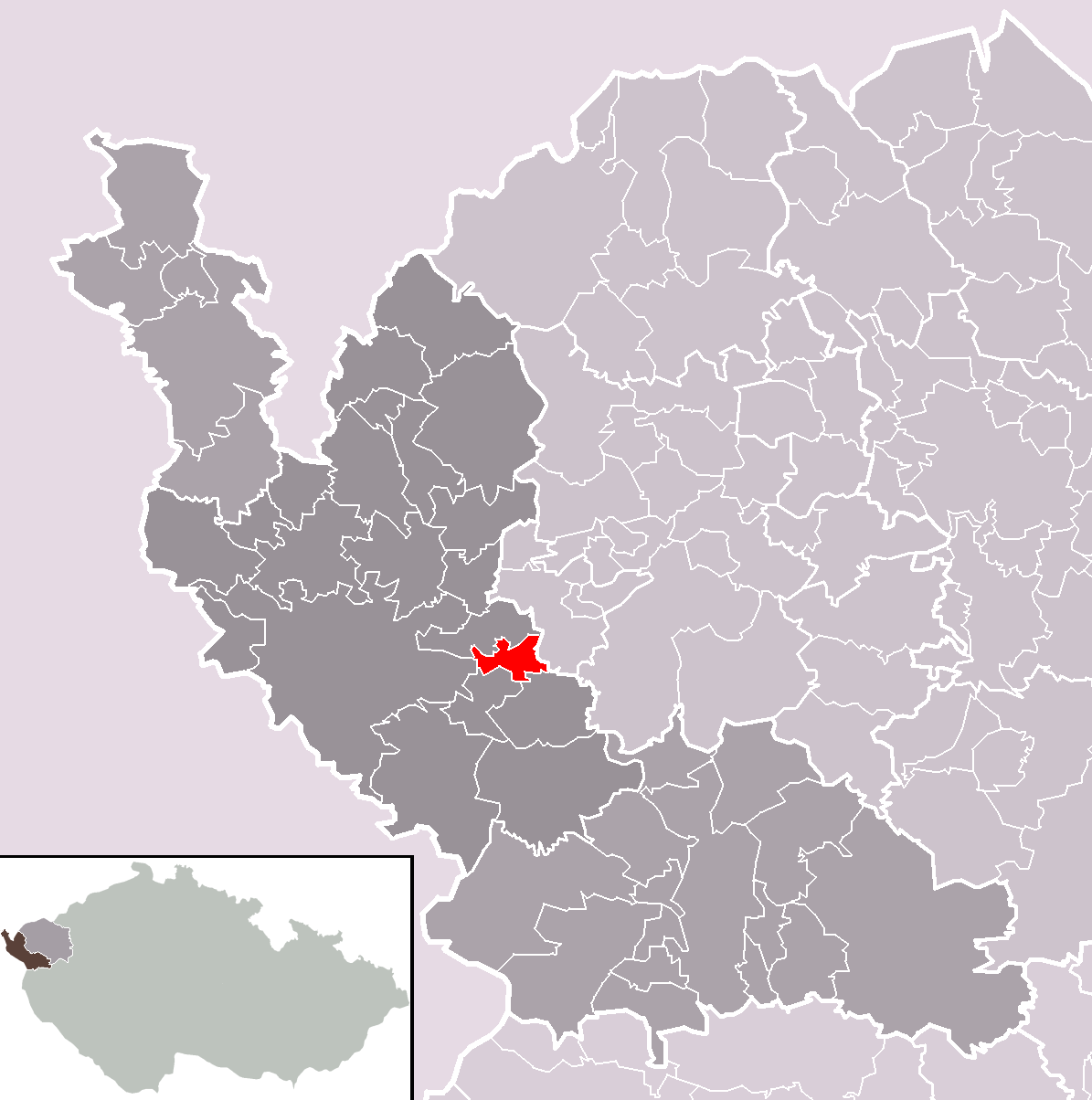
A község közigazgatási területe

- Ez a szócikk részben vagy egészben a Tuřany u Chebu című német Wikipédia-szócikk ezen változatának fordításán alapul.  Az eredeti cikk szerkesztőit annak laptörténete sorolja fel. Ez a jelzés csupán a megfogalmazás eredetét és a szerzői jogokat jelzi, nem szolgál a cikkben szereplő információk forrásmegjelöléseként.